# جون-باول ماكغفرن
جون-باول ماكغفرن (بالإنجليزية: Jon-Paul McGovern)‏ هو لاعب كرة قدم بريطاني في مركز الوسط، ولد في 3 أكتوبر 1980 في غلاسكو في المملكة المتحدة. شارك مع منتخب اسكتلندا الثانوي لكرة القدم ‏. أما مع النوادي، فقد لعب مع ديري سيتي وسويندون تاون وشيفيلد وينزداي وشيفيلد يونايتد وميلتون كينز دونز ونادي آير يونايتد ونادي ستيرلينغ ألبيون ونادي سلتيك نايشون ونادي سلتيك ونادي كارلايل يونايتد ونادي كلايد ونادي ليفينغستون.

## وصلات خارجية
- جون-باول ماكغفرن على موقع قاعدة بيانات كرة القدم.إي يو (الإنجليزية)
- جون-باول ماكغفرن على موقع Soccerbase.com (لاعب) (الإنجليزية)